# Шуман, Юлиус Генрих Карл
Юлиус Генрих Карл Шуман (нем. Julius Heinrich Karl Schumann, 1810 — 1868) — немецкий ботаник и альголог. 

## Биография
Юлиус Генрих Карл Шуман родился в 1810 году.
Его важная коллекция ботанических образцов хранится в Frederick Habirshaw Collection. 
Юлиус Генрих Карл Шуман умер в 1868 году.

## Научная деятельность
Юлиус Генрих Карл Шуман специализировался на водорослях.

## Некоторые публикации
- 1869. Geologische Wanderungen durch Altpreussen. Gesammelte Aufsätze von J. Schumann. Nach des Verfassers Tode herausgegeben und mit einer Lebensskizze eingeleitet von seinen Freunden (Migraciones Geológicas de Prusia. Artículos recolectados por J. Schumann, y publicados post mortem, con una biografía introducida por sus allegados).